# 本間直人
本間 直人（ほんま なおと、1962年 - ）は日本の著述家、講演者、営業コンサルタント、実業家。
主としてコーチング、コミュニケーションなどをテーマに執筆・講演を行い、ビジネス書等を執筆している。
NPO国際ファシリテーション協会 理事、NPO学習学協会 理事。
一般社団法人笑活協会 理事。
一般社団法人ヒューマンウエア研究機構 代表理事。

## 略歴
1987年3月　防衛大学校理工学専攻卒業
1987年3月　防衛庁航空自衛隊航空幕僚監部　(～1987年3月末）
1987年4月　防衛庁技術研究本部（現防衛装備庁）に防衛庁㈵種採用技官・研究職として勤務。 （～1995年4月1日)
1995年3月　九州工業大学大学院博士前期課程修了 、 情報工学修士。
2001年3月　同博士後期課程単位取得退学。

## 経歴
東京都出身。
武蔵高等学校第31期卒。剣道部、航空同好会、寄席研究会。豊作会。
防衛大学校理工学専攻、卒業研究は稲葉由之とともに、岩崎学助教授に師事。
在学中に情報処理１種取得。射撃部（ライフル射撃 初段）落語研究会。
防衛庁技術研究本部（現防衛装備庁）では水中音響、信号処理、人工知能応用の情報処理装置などの開発に従事。
情報処理・信号処理系の特許を取得。　
九州工業大学大学院では石川眞澄教授に師事。
人工知能、SOM（自己組織化マップ）
Artificial Neural Network の研究を行い、"情報検索におけるキーワードと文献の空間表現"に関して、電子情報通信学会 信学技報に共著論文を掲載。
同大学院在学中、飯塚市教育委員会共催 "地球っ子ネットワーク" 副会長、飯塚市教育委員会共催 "飯塚'97マルチメディアキャンプ" 運営委員等ボランティア地域活動もおこなう。
兄、本間正人と合資会社ホンマドットコムを創業。
講演。執筆、コンサルタント業本格化書籍作成の企画コーチなどから、技術者コミュニケーション分野に注力。
NPO 学習学協会、　NPO国際ファシリテーション協会を設立に参画。
コーチング、ファシリテーションの啓蒙普及促進を主な活動分野とし、
企業内研修において”机がある形での参加参画体験型学習”の普及に努める。

## 主な所属学会
- 人工知能学会
- 電子情報通信学会
- 日本応用数理学会

## 主な著書
• チーム力をつくる3ステップ（翔泳社）
• コーチングに強くなる本・応用編（本間正人と共著、PHP研究所）